# Sinapidendron gymnocalyx
Sinapidendron gymnocalyx — вид рослин з родини Капустяні (Brassicaceae), ендемік Мадейри. Ресурс «The Plant List» наводить цей таксон як синонім до Sinapidendron rupestre.

## Поширення
Ендемік архіпелагу Мадейра (о. Мадейра).
Цей вид широко розкиданий на північному узбережжі, але кожна субпопуляція невелика. Основними ареалами є морські скелі та скелясті місця. Однак іноді вид також трапляється на краях лісу та сільськогосподарських землях.

## Використання
Це потенційний донор генів для культивованих видів Brassica.  Існує місцеве обмежене використання рослин для кормів.

## Загрози та охорона
Виду загрожує будівництво доріг, вторгнення людей, інвазивні чужорідні види.
Деякі субпопуляції трапляються в природному парку Мадейра.